# Mysmena dumoga
Espèce
Synonymes
- Calodipoena dumoga Baert, 1988

Mysmena dumoga est une espèce d'araignées aranéomorphes de la famille des Mysmenidae.

## Distribution
Cette espèce est endémique de Sulawesi en Indonésie.

## Description
Le mâle holotype mesure 0,72 mm.

## Étymologie
Son nom d'espèce lui a été donné en référence au lieu de sa découverte, parc national de Dumoga Bone.

## Publication originale
- Baert, 1988 : The Ochyroceratidae and Mysmenidae from Sulawesi (Araneae). Indo-Malayan Zoology, vol. 5, p. 9-22.